# 欧州ハンドボール連盟
欧州ハンドボール連盟（おうしゅうハンドボールれんめい、独: Europäische Handballföderation、英: European Handball Federation、仏: Fédération européenne de handball、EHF）は、ヨーロッパのハンドボールを統括する大陸団体。1991年11月17日にドイツ・ベルリンで結成。第1回総会は1992年6月5日で、オーストリア・ウィーンに本部を置く。現在の会長はミハエル・プフィッツナー。

## 主催大会
- 欧州男子ハンドボール選手権
- 欧州女子ハンドボール選手権
- EHFチャンピオンズリーグ
- EHFカップウィナーズカップ
- EHFカップ
- EHFチャンピオンズトロフィー
- 女子EHFチャンピオンズリーグ
- EHF女子カップウィナーズカップ
- EHF女子カップ
- EHF女子チャンピオンズトロフィー

## 加盟国
- アルバニアハンドボール連盟
- アンドラハンドボール連盟
- アルメニアハンドボール連盟
- オーストリアハンドボール連盟
- アゼルバイジャンハンドボール連盟
- ベラルーシハンドボール連盟
- ベルギーハンドボール連盟
- ボスニア・ヘルツェゴビナハンドボール連盟
- ブルガリアハンドボール連盟
- クロアチアハンドボール連盟
- キプロスハンドボール連盟
- チェコハンドボール連盟
- デンマークハンドボール連盟
- エストニアハンドボール連盟
- フェロー諸島ハンドボール連盟
- フィンランドハンドボール連盟
- フランスハンドボール連盟
- ジョージアハンドボール連盟
- ドイツハンドボール連盟
- イギリスハンドボール連盟
- ギリシャハンドボール連盟
- ハンガリーハンドボール連盟
- アイスランドハンドボール連盟
- アイルランドハンドボール連盟
- イスラエルハンドボール連盟
- イタリアハンドボール連盟
- コソボハンドボール連盟
- ラトビアハンドボール連盟
- リヒテンシュタインハンドボール連盟
- リトアニアハンドボール連盟
- ルクセンブルクハンドボール連盟
- マケドニアハンドボール連盟
- マルタハンドボール連盟
- モルドバハンドボール連盟
- モナコハンドボール連盟
- モンテネグロハンドボール連盟
- オランダハンドボール連盟
- ノルウェーハンドボール連盟
- ポーランドハンドボール連盟
- ポルトガルハンドボール連盟
- ルーマニアハンドボール連盟
- ロシアハンドボール連盟
- セルビアハンドボール連盟
- スロバキアハンドボール連盟
- スロベニアハンドボール連盟
- スペインハンドボール連盟
- スウェーデンハンドボール連盟
- スイスハンドボール連盟
- トルコハンドボール連盟
- ウクライナハンドボール連盟
- イングランドハンドボール連盟
- スコットランドハンドボール連盟